# Macrocarpaea quechua
Macrocarpaea quechua är en gentianaväxtart som beskrevs av Jason Randall Grant. Macrocarpaea quechua ingår i släktet Macrocarpaea och familjen gentianaväxter. Inga underarter finns listade i Catalogue of Life.